# Ausnahmegericht
Ausnahmegericht oder Standgericht ist ein Gericht, das mit der Erledigung einzelner konkreter oder individuell bestimmter Fälle betraut ist.

## Abgrenzung
Die Ausnahmegerichte unterscheiden sich von der ordentlichen Gerichtsbarkeit, der fachbezogenen Sondergerichtsbarkeit, der unter Beachtung des Gesetzesvorbehalts allgemein ein besonderes Sachgebiet zugewiesen ist und der Verfassungsgerichtsbarkeit. Zur Fachgerichtsbarkeit bzw. Sondergerichtsbarkeit gehören die Verwaltungs-, Finanz-, Arbeits- und Sozialgerichte (Art. 95 Abs. 1 GG) sowie die Wehrstrafgerichte oder die Disziplinargerichtsbarkeit (Art. 96 Abs. 2 und Abs. 4 GG). Außerdem können innerhalb der ordentlichen Gerichtsbarkeit durch Gesetz Gerichte mit besonderer Zuständigkeit errichtet werden (Art. 101 Abs. 2 GG). Hierzu gehören z. B. Familiengerichte, Jugendgerichte und Kammern für Handelssachen beim Landgericht (§ 93 GVG).
Die zu Zeiten der Weimarer Verfassung bestehenden Sondergerichte lassen das Grundgesetz und das Gerichtsverfassungsgesetz nicht mehr zu (Art. 101 Abs. 1 Satz 1 GG, § 16 Satz 1 GVG).
Der Verfassungskonvent von Herrenchiemsee verstand unter Ausnahmegerichten als durch die Regierung oder Verwaltung für bestimmte Einzelfälle oder Gruppen von Einzelfällen eingesetzte Gerichte, mit denen sich die Gefahr oder der Verdacht verbindet, dass die Gerichtsmitglieder mit einer bestimmten Tendenz ausgewählt sind. Im Gegensatz dazu stehe der "gesetzliche Richter", der durch abstrakte Form und daher ohne Rücksicht auf die Person der Beteiligten bestimmt sei.

## Verfassungsrechtliche Beurteilung
Nach den Definitionen des Bundesverfassungsgerichts und Bundesgerichtshofes sind Ausnahmegerichte solche Gerichte, „die in Abweichung von der gesetzlichen Zuständigkeit besonders gebildet und zur Entscheidung einzelner konkreter oder individuell bestimmter Fälle berufen“ sind. Ein solches Gericht liegt insbesondere vor, wenn es ad hoc oder ad personam gebildet würde.
Nach den Ansichten des Bundesverfassungsgerichts und Bayerischen Verfassungsgerichtshofes kann auch ein einzelner Spruchkörper eines Gerichts ein Ausnahmegericht sein, wenn ihm durch die Geschäftsverteilung ein konkreter Einzelfall oder mehrere konkrete Einzelfälle zugewiesen werden. Ein Strafgericht ist ein Ausnahmegericht, wenn es erst nach Begehung einer Straftat für einen Einzelfall oder für eine nach individuellen Merkmalen bestimmte Gruppe von Einzelfällen zur Entscheidung eingesetzt wird. Aber auch ein vor begangener Tat zur Aburteilung bestimmtes Gericht ist ein Ausnahmegericht, wenn seine Zuständigkeit in der Weise geregelt ist, dass ein oder mehrere individuell umgrenzte Einzelfälle von vorneherein der allgemeinen Zuständigkeit entzogen werden.
Nach der Ansicht des Bayerischen Verfassungsgerichtshofes schließt die Gewährleistung des gesetzlichen Richters ("Niemand darf seinem gesetzlichen Richter entzogen werden", Art. 101 Abs. 1 Satz 2 des Grundgesetzes) das Verbot von Ausnahmegerichten ("Ausnahmegerichte sind unzulässig", ebd. Satz 1) in der Sache ein. Nach dieser Deutung ist der "gesetzliche" Richter derselbe, den die Europäische Menschenrechtskonvention und der Internationale Pakt über bürgerliche und politische Rechte als das "auf Gesetz beruhende Gericht" bezeichnet und den die Charta der Grundrechte der Europäischen Union als das "durch Gesetz errichtete Gericht" bezeichnet.
Das Verbot von Ausnahmegerichten ist ein vorbehaltlos gewährleistetes und mit der Verfassungsbeschwerde rügefähiges grundrechtsgleiches Recht (Art. 93 Abs. 1 Nr. 4a GG, § 13 Nr. 8a, § 90 BVerfGG).

## Völkerrecht
Die Europäische Menschenrechtskonvention (Artikel 6 – Recht auf ein faires Verfahren) und der Internationale Pakt über bürgerliche und politische Rechte stellen die Gewähr des unabhängigen und unparteiischen Richters in unmittelbaren Zusammenhang damit, dass die Ansprüche eines jeden Bürgers von einem "auf Gesetz beruhenden Gericht" verhandelt werden. Ebenso ist gemäß der Charta der Grundrechte der Europäischen Union (Art. 47 GRCh) ein „durch Gesetz errichtetes Gericht“ notwendige Bedingung für das Bestehen wirksamer Rechtsbehelfe. Die Rechtsbindung der Gerichtsorganisation garantiert die Rechtsbindung der Justiz.
Nach allgemeiner Auffassung der Staaten über die elementare Verfahrensgerechtigkeit des allgemeinen Völkerrechts, die nach Art. 25 GG Bestandteil des Bundesrechts ist, kann von einem Gericht in materiellem Sinne nur gesprochen werden, wenn es sich um einen unabhängigen Spruchkörper handelt, der kraft Gesetzes errichtet ist und im Rahmen rechtlich festgelegter Zuständigkeiten nach einem rechtlich geordneten Verfahren durch Richter, deren Unabhängigkeit und Unparteilichkeit von Rechts wegen gewährleistet ist, Rechtsprechungsfunktionen nach Maßgabe von Rechtsnormen wahrnimmt.
Das Bundesverfassungsgericht macht deshalb die Auslieferung eines Ausländers unter anderem davon abhängig, dass die ausgelieferte Person im Hoheitsgebiet des ersuchenden Staates nicht vor ein Ausnahmegericht gestellt wird. Ausdrücklich normiert ist dieser Grundsatz etwa in Art. 13 des Auslieferungsvertrags zwischen der Bundesrepublik Deutschland und den Vereinigten Staaten von Amerika vom 20. Juni 1978, der durch den Vertrag vom 14. Oktober 2003 über die Rechtshilfe in Strafsachen noch einmal intensiviert wurde.